# Naguilian (Isabela)
Pour les articles homonymes, voir Naguilian.
Naguilian est une municipalité de la province d’Isabela, aux Philippines. Elle faisait anciennement partie de la ville de Gamu, avant de devenir une municipalité propre en vertu du décret royal espagnol datant du 27 novembre 1896. 